# Lista de episódios de Bates Motel
Bates Motel é uma série de televisão americana de suspense e drama, desenvolvida por Carlton Cuse, Kerry Ehrin e Anthony Cipriano para a emissora de televisão A&E. Usando os personagens e elementos do romance Psycho de Robert Bloch. A série serve como um "prequela contemporânea" para o filme de 1960, de mesmo nome dirigido por Alfred Hitchcock, embora com um ambiente contemporâneo. Após a morte do patriarca da família, Norma Bates (Vera Farmiga) e seu filho mais novo Norman Bates (Freddie Highmore) mudam-se para a fictícia cidade litorânea de White Pine Bay, no estado americano do Oregon. Lá, ele adquire um pequeno motel e tenta começar uma nova vida com seu filho. Eles são logo interceptados pelo outro filho de Norma, Dylan (Max Thieriot), que carrega seus segredos. Os três são rápidos em descobrir que a cidade idílica não é nada do que parece e que segredos perigosos espreitam a cada esquina.

## Resumo
| Temporada | Temporada | Episódios | Episódios | Originalmente exibido   | Originalmente exibido |
| Temporada | Temporada | Episódios | Episódios | Estreia da temporada    | Final da temporada    |
| --------- | --------- | --------- | --------- | ----------------------- | --------------------- |
|           | 1         | 10        | 10        | 18 de março de 2013     | 20 de maio de 2013    |
|           | 2         | 10        | 10        | 3 de março de 2014      | 5 de maio de 2014     |
|           | 3         | 10        | 10        | 9 de março de 2015      | 11 de maio de 2015    |
|           | 4         | 10        | 10        | 7 de março de 2016      | 16 de maio de 2016    |
|           | 5         | 10        | 10        | 20 de fevereiro de 2017 | 24 de abril de 2017   |

## Episódios

### 1ª temporada (2013)
| N.º geral | N.º na temp. | Título                                                                           | Dirigido por    | Escrito por                                                                                              | Exibição original   | Audiência (milhões) |
| --------- | ------------ | -------------------------------------------------------------------------------- | --------------- | --- | ------------------- | ------------------- |
| 1         | 1            | "First You Dream, Then You Die" "(Primeiro Você Sonha, Depois Morre)" (BR)       | Tucker Gates    | História por : Carlton Cuse, Kerry Ehrin & Anthony Cipriano Roteiro por : Kerry Ehrin & Anthony Cipriano | 18 de março de 2013 | 3.04                |
| 2         | 2            | "Nice Town You Picked, Norma..." "(Adorei Sua Escolha de Cidade, Norma...)" (BR) | Tucker Gates    | Kerry Ehrin                                                                                              | 25 de março de 2013 | 2.84                |
| 3         | 3            | "What's Wrong with Norman" "(O Que Há de Errado Com o Norman)" (BR)              | Paul A. Edwards | Jeff Wadlow                                                                                              | 1 de abril de 2013  | 2.82                |
| 4         | 4            | "Trust Me" "(Confie em Mim)" (BR)                                                | Johan Renck     | Kerry Ehrin                                                                                              | 8 de abril de 2013  | 2.30                |
| 5         | 5            | "Ocean View" "(Vista Para o Mar)" (BR)                                           | David Straiton  | Jeff Wadlow                                                                                              | 15 de abril de 2013 | 2.66                |
| 6         | 6            | "The Truth" "(A Verdade)" (BR)                                                   | Tucker Gates    | Carlton Cuse & Kerry Ehrin                                                                               | 22 de abril de 2013 | 2.93                |
| 7         | 7            | "The Man in Number 9" "(O Homem no Quarto 9)" (BR)                               | S. J. Clarkson  | Kerry Ehrin                                                                                              | 29 de abril de 2013 | 2.99                |
| 8         | 8            | "A Boy and His Dog" "(Um Garoto e Seu Cão)" (BR)                                 | Ed Bianchi      | Bill Balas                                                                                               | 6 de maio de 2013   | 2.71                |
| 9         | 9            | "Underwater" "(Embaixo d'água)" (BR)                                             | Tucker Gates    | Carlton Cuse & Kerry Ehrin                                                                               | 13 de maio de 2013  | 2.48                |
| 10        | 10           | "Midnight" "(Meia-Noite)" (BR)                                                   | Tucker Gates    | Carlton Cuse & Kerry Ehrin                                                                               | 20 de maio de 2013  | 2.70                |

### 2ª temporada (2014)
| N.º geral | N.º na temp. | Título                                                         | Dirigido por       | Escrito por                  | Exibição original   | Audiência (milhões) |
| --------- | ------------ | -------------------------------------------------------------- | ------------------ | ---------------------------- | ------------------- | ------------------- |
| 11        | 1            | "Gone But Not Forgotten" "(Terminado, Mas Não Esquecido)" (BR) | Tucker Gates       | Carlton Cuse & Kerry Ehrin   | 3 de março de 2014  | 3.07                |
| 12        | 2            | "Shadow of a Doubt" "(Sombra de Dúvida)" (BR)                  | Tucker Gates       | Kerry Ehrin                  | 10 de março de 2014 | 2.22                |
| 13        | 3            | "Caleb" "(Caleb)" (BR)                                         | Lodge Kerrigan     | Alexandra Cunningham         | 17 de março de 2014 | 1.85                |
| 14        | 4            | "Check-Out" "(Check-Out)" (BR)                                 | John David Coles   | Liz Tigelaar                 | 24 de março de 2014 | 2.23                |
| 15        | 5            | "The Escape Artist" "(Especialista em Fugas)" (BR)             | Christopher Nelson | Nikki Toscano                | 31 de março de 2014 | 2.27                |
| 16        | 6            | "Plunge" "(Mergulho)" (BR)                                     | Ed Bianchi         | Kerry Ehrin                  | 7 de abril de 2014  | 2.24                |
| 17        | 7            | "Presumed Innocent" "(Presunção de Inocência)" (BR)            | Roxann Dawson      | Alexandra Cunningham         | 14 de abril de 2014 | 2.44                |
| 18        | 8            | "Meltdown" "(Colapso)" (BR)                                    | Ed Bianchi         | Liz Tigelaar & Nikki Toscano | 21 de abril de 2014 | 2.10                |
| 19        | 9            | "The Box" "(A Caixa)" (BR)                                     | Tucker Gates       | Carlton Cuse & Kerry Ehrin   | 28 de abril de 2014 | 2.25                |
| 20        | 10           | "The Immutable Truth" "(Verdade Imutável)" (BR)                | Tucker Gates       | Carlton Cuse & Kerry Ehrin   | 5 de maio de 2014   | 2.30                |

### 3ª temporada (2015)
| N.º geral | N.º na temp. | Título                                            | Dirigido por       | Escrito por                                 | Exibição original   | Audiência (milhões) |
| --------- | ------------ | ------------------------------------------------- | ------------------ | ------------------------------------------- | ------------------- | ------------------- |
| 21        | 1            | "A Death in the Family" "(Morte na Família)" (BR) | Tucker Gates       | Carlton Cuse & Kerry Ehrin                  | 9 de março de 2015  | 2.14                |
| 22        | 2            | "The Arcanum Club" "(Clube Arcanum)" (BR)         | Tucker Gates       | Kerry Ehrin                                 | 16 de março de 2015 | 1.91                |
| 23        | 3            | "Persuasion" "(Persuasão)" (BR)                   | Tim Southam        | Steve Kornacki & Alyson Evans               | 23 de março de 2015 | 1.92                |
| 24        | 4            | "Unbreak-Able" "(Indecifrável)" (BR)              | Christopher Nelson | Erica Lipez                                 | 30 de março de 2015 | 1.71                |
| 25        | 5            | "The Deal" "(O Acordo)" (BR)                      | Nestor Carbonell   | Scott Kosar                                 | 6 de abril de 2015  | 1.76                |
| 26        | 6            | "Norma Louise" "(Norma Louise)" (BR)              | Phil Abraham       | Kerry Ehrin                                 | 13 de abril de 2015 | 1.69                |
| 27        | 7            | "The Last Supper" "(A Última Ceia)" (BR)          | Ed Bianchi         | Philip Buiser                               | 20 de abril de 2015 | 1.69                |
| 28        | 8            | "The Pit" "(O Buraco)" (BR)                       | Roxann Dawson      | Bill Balas                                  | 27 de abril de 2015 | 1.76                |
| 29        | 9            | "Crazy" "(O Passado Bate à Porta)" (BR)           | Tucker Gates       | Steve Kornacki, Alyson Evans & Torrey Speer | 4 de maio de 2015   | 1.73                |
| 30        | 10           | "Unconscious" "(Inconsciente)" (BR)               | Tucker Gates       | Carlton Cuse & Kerry Ehrin                  | 11 de maio de 2015  | 1.67                |

### 4ª temporada (2016)
| N.º geral | N.º na temp. | Título                                                                  | Dirigido por       | Escrito por                   | Exibição original   | Audiência (milhões) |
| --------- | ------------ | ----------------------------------------------------------------------- | ------------------ | ----------------------------- | ------------------- | ------------------- |
| 31        | 1            | "A Danger to Himself and Others" "(Perigoso Para Ele e os Outros)" (BR) | Tucker Gates       | Carlton Cuse & Kerry Ehrin    | 7 de março de 2016  | 1.55                |
| 32        | 2            | "Goodnight, Mother" "(Boa Noite, Mamãe)" (BR)                           | Tim Southam        | Kerry Ehrin & Torrey Speer    | 14 de março de 2016 | 1.45                |
| 33        | 3            | "'Til Death Do You Part" "(Até Que a Morte os Separe)" (BR)             | Phil Abraham       | Steve Kornacki & Alyson Evans | 21 de março de 2016 | 1.46                |
| 34        | 4            | "Lights of Winter" "(Luzes de Inverno)" (BR)                            | T. J. Scott        | Tom Szentgyorgyi              | 28 de março de 2016 | 1.52                |
| 35        | 5            | "Refraction" "(Refração)" (BR)                                          | Sarah Boyd         | Erica Lipez                   | 11 de abril de 2016 | 1.42                |
| 36        | 6            | "The Vault" "(O Cofre)" (BR)                                            | Olatunde Osunsanmi | Scott Kosar                   | 18 de abril de 2016 | 1.33                |
| 37        | 7            | "There's No Place Like Home" "(Nada Como o Nosso Lar)" (BR)             | Nestor Carbonell   | Philip Buiser                 | 25 de abril de 2016 | 1.35                |
| 38        | 8            | "Unfaithful" "(Infiel)" (BR)                                            | Stephen Surjik     | Freddie Highmore              | 2 de maio de 2016   | 1.52                |
| 39        | 9            | "Forever" "(Para Sempre)" (BR)                                          | Tim Southam        | Carlton Cuse & Kerry Ehrin    | 9 de maio de 2016   | 1.41                |
| 40        | 10           | "Norman" "(Norman)" (BR)                                                | Tucker Gates       | Kerry Ehrin                   | 16 de maio de 2016  | 1.50                |

### 5ª temporada (2017)
| N.º geral | N.º na temp. | Título                                                          | Dirigido por       | Escrito por                                                                  | Exibição original       | Audiência (milhões) |
| --------- | ------------ | --------------------------------------------------------------- | ------------------ | ---------------------------------------------------------------------------- | ----------------------- | ------------------- |
| 41        | 1            | "Dark Paradise" "(Paraíso Negro)" (BR)                          | Tucker Gates       | Kerry Ehrin                                                                  | 20 de fevereiro de 2017 | 1.34                |
| 42        | 2            | "The Convergence of the Twain" "(A Convergência do Twain)" (BR) | Sarah Boyd         | Steve Kornacki & Alyson Evans                                                | 27 de fevereiro de 2017 | 1.28                |
| 43        | 3            | "Bad Blood" "(Sangue Ruim)" (BR)                                | Sarah Boyd         | Tom Szentgyorgyi                                                             | 6 de março de 2017      | 1.28                |
| 44        | 4            | "Hidden" "(Escondido)" (BR)                                     | Max Thieriot       | Torrey Speer                                                                 | 13 de março de 2017     | 1.25                |
| 45        | 5            | "Dreams Die First" "(Os Sonhos Morrem Primeiro)" (BR)           | Nestor Carbonell   | Kerry Ehrin & Erica Lipez                                                    | 20 de março de 2017     | 1.36                |
| 46        | 6            | "Marion" "(Marion)" (BR)                                        | Phil Abraham       | Carlton Cuse & Kerry Ehrin                                                   | 27 de março de 2017     | 1.30                |
| 47        | 7            | "Inseparable" "(Inseparável)" (BR)                              | Steph Green        | História por : Freddie Highmore & Erica Lipez Roteiro por : Freddie Highmore | 3 de abril de 2017      | 1.26                |
| 48        | 8            | "The Body" "(O Corpo)" (BR)                                     | Freddie Highmore   | Erica Lipez                                                                  | 10 de abril de 2017     | 1.23                |
| 49        | 9            | "Visiting Hours" "(Horas de Visita)" (BR)                       | Olatunde Osunsanmi | Scott Kosar                                                                  | 17 de abril de 2017     | 1.22                |
| 50        | 10           | "The Cord" "(O Cordão)" (BR)                                    | Tucker Gates       | Carlton Cuse & Kerry Ehrin                                                   | 24 de abril de 2017     | 1.41                |

## Audiência
| Temporada | Temporada | Ep. 1 | Ep. 2 | Ep. 3 | Ep. 4 | Ep. 5 | Ep. 6 | Ep. 7 | Ep. 8 | Ep. 9 | Ep. 10 | Audiência |
| --------- | --------- | ----- | ----- | ----- | ----- | ----- | ----- | ----- | ----- | ----- | ------ | --------- |
|           | 1         | 3.04  | 2.84  | 2.82  | 2.30  | 2.66  | 2.93  | 2.99  | 2.71  | 2.48  | 2.70   | 2.75      |
|           | 2         | 3.07  | 2.22  | 1.85  | 2.23  | 2.27  | 2.24  | 2.44  | 2.10  | 2.25  | 2.30   | 2.30      |
|           | 3         | 2.14  | 1.91  | 1.92  | 1.71  | 1.76  | 1.69  | 1.69  | 1.76  | 1.73  | 1.67   | 1.80      |
|           | 4         | 1.55  | 1.45  | 1.46  | 1.52  | 1.42  | 1.33  | 1.35  | 1.52  | 1.41  | 1.50   | 1.44      |
|           | 5         | 1.34  | 1.28  | 1.28  | 1.25  | 1.36  | 1.30  | 1.26  | 1.23  | 1.22  | 1.41   | 1.29      |